# Awrah
Awrah eller aurat (arabiska: عورة) är en islamsk term som anger vilka kroppsdelar som ska betraktas som privata och som ska täckas av kläder. Vilka kroppsdelar som betraktas som awrah är olika för män och kvinnor och för barn och vuxna, men det finns även en variation mellan olika muslimska inriktningar.

## Etymologi
Termen awrah härrör från roten ‘a-w-r vilken betyder "felaktighet", "ofullkomlighet" eller "svaghet". Den vanligaste översättningen är emellertid "nakenhet".

## Definitioner

### Män
Enligt sunna är en mans kropp mellan naveln och knäna att betrakta som awrah. Dessa delar ska täckas av kläder i det offentliga rummet och även under bön. Enligt maliki är det även opassande om än inte uttryckligen förbjudet att visa vaderna. Enligt shia är det endast mannens genitalier som måste täckas.

### Kvinnor
Vad som är awrah för en kvinna betraktas som mer komplicerat och det finns även fler tolkningar beroende på situationen. Koranen ger inga exakta besked:
| ”          | Sura 24:31 Och säg till de troende kvinnorna att de bör sänka blicken och lägga band på sin sinnlighet och inte visa mera av sina behag än vad som [anständigtvis] kan vara synligt; låt dem därför fästa slöjan så att den täcker barmen. Och de skall inte låta sina behag skymta inför andra än sin make, sin fader, sin svärfader, sina söner, sin makes söner, sina bröder, sina brorssöner, sina systersöner, närstående kvinnor, dem som de rättmätigt besitter och sådana manliga tjänare, som inte längre känner begär efter kvinnor, eller barn som ännu inte har begrepp om kvinnlig nakenhet. Och låt dem inte gå med svajande gång för att dra uppmärksamheten till sina dolda behag. Troende! Vänd er till Gud i ånger [över era fel och synder]; kanske skall det gå er väl i händer! | „ |
| – Koranen, | |   |

| ”          | Sura 33:59 Profet! Säg till dina hustrur och dina döttrar - och till [alla] troende kvinnor - att de [utanför hemmet] noga sveper om sig sina ytterplagg; på så sätt blir de lättare igenkända [som anständiga kvinnor] och undgår att bli ofredade. Gud är ständigt förlåtande, barmhärtig. | „ |
| – Koranen, | |   |

| ”          | Ur sura 33:53 (---)När ni behöver vända er till [Profetens hustrur] för att be om något, tala då till dem från andra sidan av ett förhänge; detta är bästa sättet för er och för dem att bevara hjärtats renhet.(---) | „ |
| – Koranen, | |   |

Riktlinjer för täckandet av kroppen utom händer, fötter och ansikte utvecklas först senare i fiqh och haditherna.
En vanlig tolkning är att hela kvinnans kropp utom ansikte och händer är awrah och ska täckas av kläder i det offentliga rummet, där hon kan ses av en man som inte tillhör familjen (och som förmodas vara heterosexuell). I sällskap av enbart andra muslimska kvinnor betraktas en kvinnas awrah på samma sätt som en mans awrah. I kulturer där niqab och burka förekommer är även ansikte och händer betraktade som awrah. Enligt vissa uttolkare, exempelvis Faqeeh Qadhi Ibn Al-Arabi är även kvinnans röst att betrakta som awrah.
Synen på awrah definierades olika beroende på om kvinnan är en fri muslimsk kvinna eller en slavkvinna. Kvinnliga slavar, som inte fick vara muslimer eftersom muslimer enbart fick förslava icke-muslimer, hade en awrah som endast sträckte sig mellan navel och knä, vilket innebar att de inte fick bära hijab: kalif Umar ibn al-Khattab uppges vid ett tillfälle ha uppmanat en slavinna att inte imitera en fri kvinna genom att bära hijab, och hans egna slavflickor uppges ha serverat hans manliga gäster barhuvade, barbenta och med nakna bröst.